# Fromages au lait mixte
Un fromage au lait mixte est un fromage fabriqué avec plusieurs types de lait. Les laits utilisés sont par exemple du lait de chèvre, vache, brebis ou encore bufflone. Cet usage   trouve son origine dans la valorisation systématique de la production de lait d'une ferme au cheptel constitué d'espèces diversifiées.

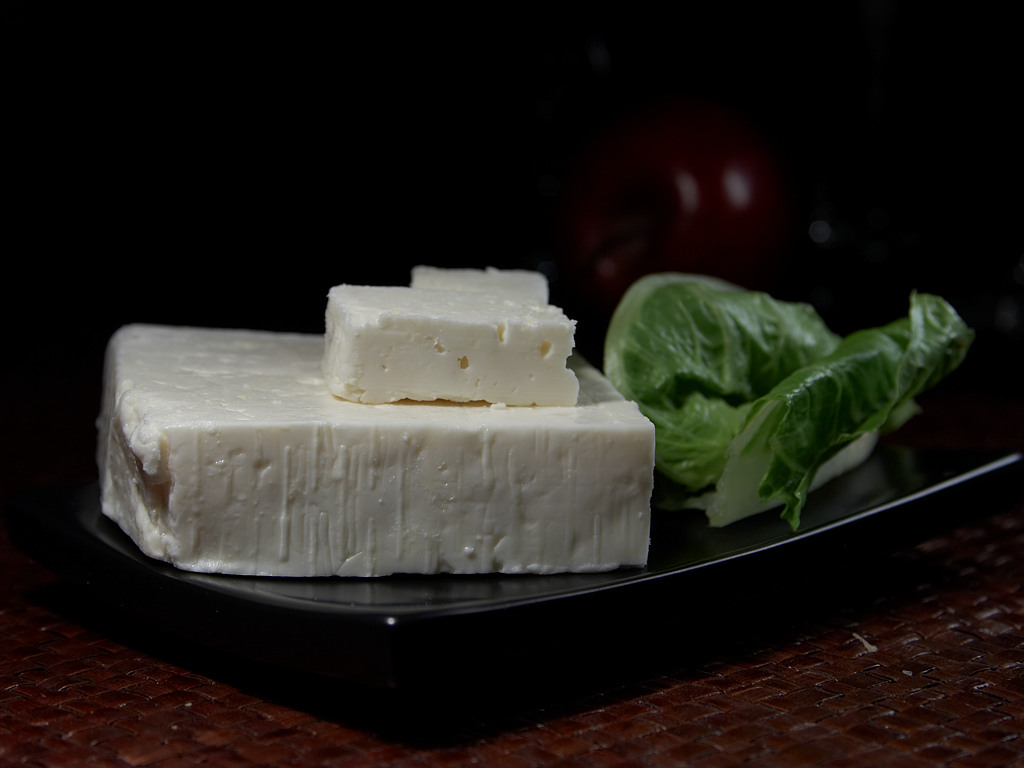
Feta

Liste des Fromages au lait mixte :
- Haut – A
- B
- C
- D
- E
- F
- G
- H
- I
- J
- K
- L
- M
- N
- O
- P
- Q
- R
- S
- T
- U
- V
- W
- X
- Y
- Z

## B
- Bonrus (lait de vache mélangé à du lait de brebis)

## F
- Fromages fermiers corses
- Faisselle (lait de chèvre, brebis et de vache)
- Feta (lait de chèvre mélangé à du lait de brebis)

## O
- Orval (lait de vache mélangé à du lait de brebis)

## P

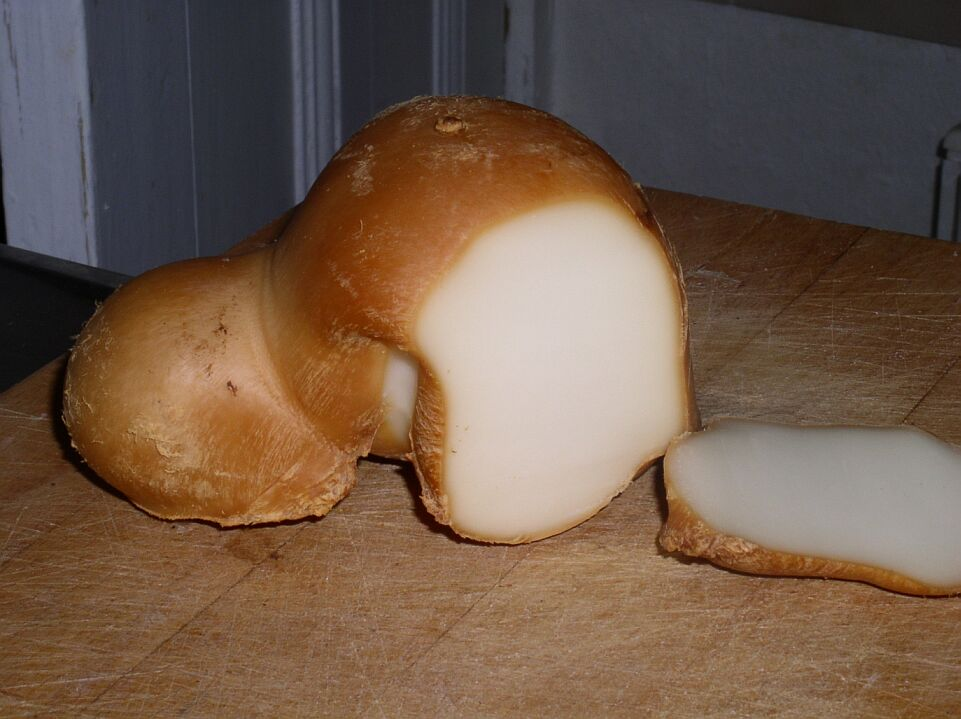
Scamorza

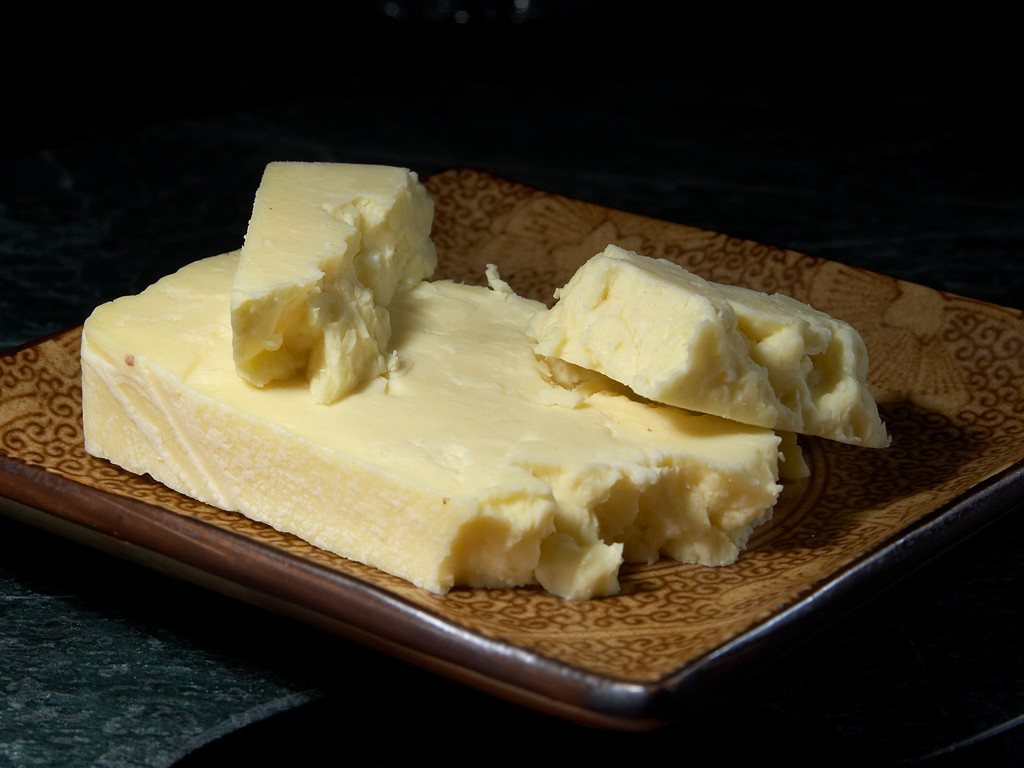
Wensleydale

- Pico, Portugal

## R
- Requeijao, Portugal

## S
- Sartinesu, France
- Scamorza (lait de vache mélangé à du lait de brebis)

## T
- Tignard (lait de chèvre, brebis et de vache)
- Tomar, Portugal

## V
- Venaco, France

## W
- Wensleydale